# Tobias Bratt
Tobias Bratt, född den 19 mars 1993, är en svensk fotbollsspelare som spelar för Örgryte IS. Han kom till klubben inför säsongen 2013 från IFK Göteborgs juniorverksamhet.